# 白軍控制基輔
白军控制基辅是指儒略曆1919年8月18日（新历8月31日）當天白军佔領基辅，並且當時白军不战而胜，直接从红军手中接管了基輔。它是俄國內戰期間三次基輔戰鬥的其中一場。